# Dii Involuti
En la mitologia etrusca, els dii involuti ("déus ocults", també dii involuti o dii superiores et involuti) eren un grup de déus, o potser un principi o concepte, superior al panteó de déus ordinari. En contrast amb aquests déus ordinaris, incloent els Dii Consentes, els dii involuti no eren objecte de culte i no se'ls representava en imatge. No se'n sap ni el nombre ni els seus atributs específics. Jean-René Jannot suggereix que poden representar un concepte arcaic de divinitat o "el propi destí que domina els déus individualitzats".

Es creia que el déu-cel Tínia necessitava el permís dels dii involuti per llançar el llamp que anunciava desastres. Segons Sèneca a les seves Naturales quaestiones, 
| « | Júpiter també envia el seu tercer manubia, però reuniex els déus que els etruscs anomenen els Déus Superiors, o Ocults [diis quos superiores et involutos vocant], perquè el llamp destrueix tot allò que toca i a tot arreu altera l'estat dels afers privats o públics que troba, perquè el foc no permet que res es quedi com estava. | » |

És possible que els dii involuti siguin idèntics als "Déus secrets del favor" mencionats per Marcià Mineu Fèlix Capel·la.